# Apamea acera
Apamea acera là một loài bướm đêm thuộc họ Noctuidae. Nó được tìm thấy ở British Columbia phía nam đến California.
Sải cánh dài khoảng 46 mm.